# Pityopus californica
Pityopus californica är en ljungväxtart som först beskrevs av Alice Eastwood, och fick sitt nu gällande namn av H. F. Copeland. Pityopus californica ingår i släktet Pityopus och familjen ljungväxter. Inga underarter finns listade i Catalogue of Life.